# Soproni FAC
Soproni FAC – węgierski klub piłkarski z siedzibą w mieście Sopron. W sezonie 2011/2012 klub uczestniczy w rozgrywkach 6. ligi.

## Historia

### Chronologia nazw
Soproni FAC
- 1900: Soproni FC
- 1908: Soproni Football és Athletikai Club (FAC)
- 1949: Soproni Szakmaközi SFAC
- 1950: Soproni Dolgozók Sport Egylete
- 1951: Soproni Vörös Lobogó Selyemipar
- 1957: Soproni FAC
- 1978: Soproni SE (fuzja z Soproni Textiles)

Soproni LC
- 1991: Soproni Labdarúgó Club (LC) (klub został zreorganizowany. Sekcję piłkarską Soproni SE stała się samodzielnym klubem)
- 1992: EMDSZ-Soproni LC

Soproni FAC
- 1996: Soproni Futball és Atlétikai Club (FAC) (Soproni LC został ponownie włączony do wielosekcyjnego Soproni FAC)
- 1998: Soproni FC
- 1999: Soproni FAC
- 2006: Soproni Football és Atlétikai Club 1900 Sportegyesület (SFAC 1900 SE)